# Літтл-Феррі (Нью-Джерсі)
Літтл-Феррі (англ. Little Ferry) — місто (англ. borough) в США, в окрузі Берген штату Нью-Джерсі. Населення — 10 987 осіб (2020).

## Географія
Літтл-Феррі розташований за координатами 40°50′40″ пн. ш. 74°2′10″ зх. д. / 40.84444° пн. ш. 74.03611° зх. д. (40.844332, -74.036164).  За даними Бюро перепису населення США в 2010 році місто мало площу 4,41 км², з яких 3,82 км² — суходіл та 0,59 км² — водойми.

## Демографія
Згідно з переписом 2010 року, у селищі мешкало 10 626 осіб у 4239 домогосподарствах у складі 2730 родин. Було 4439 помешкань
Расовий склад населення:
| - 60,8 % — білих - 24,2 % — азіатів - 3,9 % — чорних або афроамериканців - 0,3 % — корінних американців - 7,0 % — осіб інших рас |

До двох чи більше рас належало 3,7 %. Частка іспаномовних становила 23,0 % від усіх жителів.
За віковим діапазоном населення розподілялося таким чином: 19,7 % — особи молодші 18 років, 67,1 % — особи у віці 18—64 років, 13,2 % — особи у віці 65 років та старші. Медіана віку мешканця становила 40,2 року. На 100 осіб жіночої статі у селищі припадало 94,6 чоловіків;  на 100 жінок у віці від 18 років та старших — 92,8 чоловіків також старших 18 років.
Середній дохід на одне домашнє господарство  становив 83 041 долар США (медіана — 67 357), а середній дохід на одну сім'ю — 94 367 доларів (медіана — 80 278). Медіана доходів становила 55 284 долари для чоловіків та 42 988 доларів для жінок. За межею бідності перебувало 9,8 % осіб, у тому числі 12,7 % дітей у віці до 18 років та 10,1 % осіб у віці 65 років та старших.
Цивільне працевлаштоване населення становило 5917 осіб. Основні галузі зайнятості: освіта, охорона здоров'я та соціальна допомога — 22,5 %, роздрібна торгівля — 13,2 %, науковці, спеціалісти, менеджери — 10,1 %, виробництво — 8,9 %.